# Gejjagadahalli, Bangalore North
Gejjagadahalli là một làng thuộc tehsil Bangalore North, huyện Bangalore Urban, bang Karnataka, Ấn Độ.